# Trichosetodes
Trichosetodes är ett släkte av nattsländor. Trichosetodes ingår i familjen långhornssländor.

## Dottertaxa tillTrichosetodes, i alfabetisk ordning[1]
- Trichosetodes anaksepuluh
- Trichosetodes anavadya
- Trichosetodes angustipennis
- Trichosetodes anysa
- Trichosetodes argentolineatus
- Trichosetodes atibhadrata
- Trichosetodes atichayana
- Trichosetodes atidhanin
- Trichosetodes atiharin
- Trichosetodes atiramaniya
- Trichosetodes atirupa
- Trichosetodes atisudhara
- Trichosetodes atisukchma
- Trichosetodes atisukha
- Trichosetodes bicornis
- Trichosetodes compositus
- Trichosetodes damchtragada
- Trichosetodes falcatus
- Trichosetodes handschini
- Trichosetodes imperfectus
- Trichosetodes insularis
- Trichosetodes japonicus
- Trichosetodes karapatradhara
- Trichosetodes koumba
- Trichosetodes lacustris
- Trichosetodes lasiophyllus
- Trichosetodes meghawanabaya
- Trichosetodes ouemi
- Trichosetodes pauli
- Trichosetodes phylloideus
- Trichosetodes rhamphodes
- Trichosetodes semibrunneus
- Trichosetodes serratus
- Trichosetodes similis
- Trichosetodes thienemanni
- Trichosetodes tjonnelandi
- Trichosetodes triangularis
- Trichosetodes truncatus
- Trichosetodes ujiensis